# Leinelä vasútállomás
Leinelä vasútállomás Finnországban, Vantaa településen található.

## Vasútvonalak
Az állomást az alábbi vasútvonalak érintik:
- Vantaankoski–Tikkurila-vasútvonal

## Kapcsolódó állomások
A vasútállomáshoz az alábbi állomások vannak a legközelebb:
- Hiekkaharju vasútállomás (Helsinki Central, délkelet, P Helsinki - Lentoasema- Helsinki)
- Lentoasema vasútállomás (Helsinki Central, nyugat, I Helsinki < Lentoasema < Helsinki)